# Yellow House
Yellow House är Grizzly Bears andra studioalbum, utgivet 5 september 2006. Albumets titel är en referens till sångarens Ed Drostes mammas hus, där den största delen av albumet spelades in. 
"Knife" släpptes som singel, på en 7" i maj 2007. Den innehöll b-sidan "Easier" (alternate edit), en alternativ tagning på "Easier".
Två videor blev släppta, en till "Knife" och en till "Central and Remote".

## Skriv- och inspelningsprocessen
De flesta av låtarna på albumet började som "skisser", gjorda av Ed Droste och Daniel Rossen.
Låten "Marla" är inte skriven av Ed Droste, utan av en gammal släkting som aldrig lyckades med sin musikaliska karriär. Hon dog ung på 1940-talet.
Eftersom Grizzly Bears tidigare album var ett soloalbum av Ed Droste så brukar detta klassas som Grizzly Bears riktiga debut, eftersom alla medlemmar var inblandade i inspelningen.

## Mottagande
Albumet fick positiva recensioner, med 79 poäng på Metacritic. Pitchfork rankade albumet som det åttonde bästa 2006.

## Låtlista
Alla låtar är skrivna och framförda av Christopher Bear, Edward Droste, Daniel Rossen, Chris Taylor, förutom där annat anges.
1. Easier - 3:43
2. Lullabye - 5:14
3. Knife - 5:14
4. Central and Remote - 4:54
5. Little Brother  (text av Fred Nicolaus) - 6:24
6. Plans  - 4:16
7. Marla  (delvis skriven av Marla Forbes) - 4:56
8. On a Neck, on a Spit  - 5:46
9. Reprise  - 3:19
10. Colorado  - 6:14

## Medverkande

### Bandet
- Christopher Bear – trummor, sång, xylofon, lap steel-gitarr, Klockspel
- Edward Droste – sång, keyboard, harpa, gitarr
- Daniel Rossen – sång, gitarr, banjo, piano, harpa
- Chris Taylor – klarinett, flöjt, saxofon, sång, keyboard, bas

### Kompletterande musiker
- G. Lucas Crane - tapes (på "Plans")
- Owen Pallett
- John Marshman